# Halahanivka, Semenivka
Halahanivka (în ucraineană Галаганівка) este localitatea de reședință a comunei Halahanivka din raionul Semenivka, regiunea Cernihiv, Ucraina.

## Demografie
Componența lingvistică a localității Halahanivka
     Rusă (70,7%)
     Ucraineană (29,3%)
Conform recensământului din 2001, majoritatea populației localității Halahanivka era vorbitoare de rusă (70,7%), existând în minoritate și vorbitori de ucraineană (29,3%).